# Nord-Sud (journal)
Pour les articles homonymes, voir Nord-Sud (homonymie).
Nord-Sud est un quotidien ivoirien.

## Histoire
Nord-Sud est fondé en mai 2005. 

## Description
Proche de l'opposition  et plus spécialement de l'opposition armée du MPCI, il est généralement incendiaire envers la gouvernance du Président ivoirien Laurent Gbagbo.